# Maria Paleologa (regina di Serbia)
Maria Paleologa (in serbo Марија Палеолог?; in greco antico:  Μαρία Παλαιολογίνα?; ... – 7 aprile 1355) fu regina consorte di Serbia in quanto moglie di Stefano Uroš III Dečanski.

## Biografia
Figlia del Panhypersebastos Giovanni Paleologo e pronipote di Andronico II Paleologo, Maria divenne la seconda moglie di Stefano Uroš nel 1324. Dopo la morte del marito, Maria tentò di assicurare il trono serbo al figlio Simeon Uroš rivolgendosi a Costantinopoli, ma le sue richieste furono ignorate e il trono passò a Stefano Uroš IV Dušan, figlio di primo letto del marito.
Maria si ritirò in monastero con il nome di "Marta". Morì nel 1355 e fu sepolta a Skopje.

## Discendenza
Dal matrimonio con Stefano Uroš ebbe tre figli, un maschio e due femmine:
- Simeon Uroš (... – 1371), imperatore dei romei e dei serbi dal 1359 al 1371.
- Elena Nemanjić. Sposò Mladen III Šubić.
- Teodora Eudocia. Sposò Dejan, nobile serbo capostipite dei Dragaš.